# Jan van Steenbergen

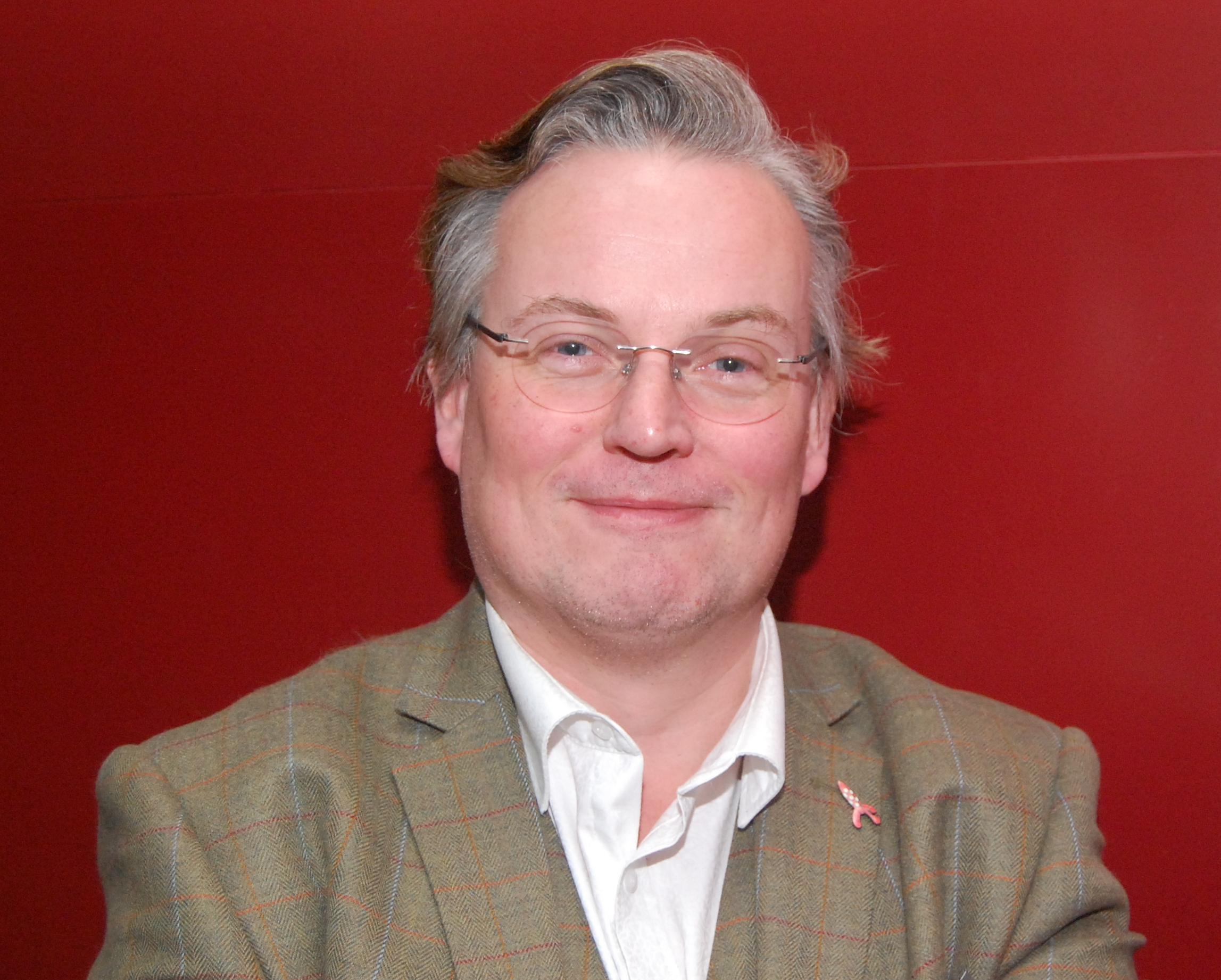
Jan van Steenbergen (2017)

Johannes Hendrik (Jan) van Steenbergen (* 3. Juni 1970 in Hoorn, Niederlande) ist ein niederländischer Linguist, Journalist, Dolmetscher und Übersetzer. Er ist bekannt als Schöpfer verschiedener Plansprachen, insbesondere des Interslawischen, und gilt als einer der wichtigsten Autoren von Plansprachen unserer Zeit.

## Leben
Van Steenbergen wurde 1970 in Hoorn, Nordholland (Niederlande), geboren. Nach dem Besuch des Gymnasiums in Alkmaar studierte er Slawistik und Musikwissenschaft an der Universität Amsterdam und anschließend an der Universität Warschau. Seit 1997 arbeitet er in den Niederlanden als Dolmetscher und Übersetzer aus dem Polnischen. Im Jahr 2021 wurde er Parteisekretär der Arbeiterpartei (PvdA).
Van Steenbergen lebt in IJmuiden. Er ist verheiratet und hat drei Kinder.

## Plansprachen
Im Jahre 1996 entwarf er das Vuozgašchai, eine fiktive nordslawische Sprache, und im Jahre 2002 das Wenedyk, eine hypothetische romanische Sprache, die mit der Idee spielt, die Polen seien im Laufe ihrer Geschichte vom vulgärlateinischen überlagert worden.
Im Jahr 2006 war er Mitinitiator der panslawischen Sprache Slovianski, die 2011 in Medžuslovjansky („Interslawisch“) umbenannt wurde. Außerdem koordinierte er ein Projekt zur Erstellung eines elektronischen interslawischen Wörterbuchs. Das Interslawische hatte im Jahr 2022 etwa 20.000 Sprecher und wurde im Tschechischen Film The Painted Bird (2019) verwendet.
Seit 2016 ist er Vizepräsident der Language Creation Society (LCS). Für seine Beiträge zur slawischen Kultur und Wissenschaft wurde van Steenbergen 2013 mit der Josef-Dobrovský-Medaille ausgezeichnet, benannt nach dem Begründer der modernen tschechischen Schriftsprache. Im Jahr 2018 wurde ihm auch die Medaille Das lebendige Wort der Chowanski-Stiftung verliehen.